# گردال‌لی
گردال‌لی (به ترکی استانبولی: Girdallı) یک منطقهٔ مسکونی در ترکیه است که در قسطمونی واقع شده‌است.